# Jérôme-Hermès Bolsec
Jérôme-Hermès Bolsec, auch bekannt als Hieronymus Bolsec (* um 1520 in Paris; † 1584), war ein theologischer Autor des 16. Jahrhunderts.
Bolsec, ein ehemaliger Karmelit aus Paris, begann etwa 1545 ein Medizinstudium in Ferrara, war zeitweilig Leibarzt der Herzogin Renée de France und ließ sich im Frühjahr 1551 in Veigy nahe Genf als Mediziner nieder. Er diskutierte mit Genfer Pfarrern über die Lehre von der doppelten Prädestination, also die These, dass Gott einige Menschen aus der durch Adams Fall verderbten und verlorenen Menschheit ausgewählt und gerettet, die übrigen aber verworfen habe. Zum Eklat kam es am 16. Oktober 1551, als der Pfarrer Jean de Saint-André eine Predigt über Joh 8,45  hielt und diesen Text im Sinn der Prädestinationslehre auslegte. Der anwesende Bolsec protestierte heftig: Gott werde so zu einem Tyrannen gemacht. Calvin, der später hinzugekommen war, griff in die Diskussion ein und widersprach Bolsec. Da das alles in einer Kirche stattfand, verhaftete ein anwesender Magistratsbeamter Bolsec wegen Störung des Gottesdienstes.
Die Genfer Pfarrerschaft, voran Calvin, sah durch Bolsecs Protest ihre ganze Arbeit in Frage gestellt. Die Schweizer Nachbarkirchen wurden um Gutachten gebeten, die wahrscheinlich von deren jeweils leitenden Pfarrern verfasst wurden. Diese Gutachten fielen zugunsten Calvins und seiner Genfer Compagnie des pasteurs aus, allerdings sehr verhalten:
- Basel (Oswald Myconius, Simon Sulzer): Die Genfer Kirche solle sich die Baseler Schlichtheit des Glaubens zum Vorbild nehmen.
- Zürich (Heinrich Bullinger): Der Konflikt werde bald von selbst einschlafen, Bolsec habe mit seinem Anliegen ja teilweise Recht. Bullinger schickte Calvin zusätzlich einen privaten Brief, in dem er darauf hinwies, dass „manche gute Männer“ mit dessen Prädestinationslehre Probleme hätten, so sehr er selbst Calvin unterstützen wollte. Bolsec selbst hatte sich außer auf Bullinger auch auf Johannes Brenz und Philipp Melanchthon berufen, die, wie er richtig bemerkte, in der Prädestinationslehre nicht so weit gingen wie Calvin.
- Bern rief zur Versöhnung mit Bolsec auf, der kein schlechter Mensch sei.

Gar nicht hilfreich war für Calvin, dass Melanchthon, mit dem er eine Art Brieffreundschaft pflegte, sich in Wittenberg nicht zu einer Unterstützung seiner Prädestinationslehre durchringen konnte. Calvin schrieb ihm einen empörten Brief und erklärte dem Genfer Rat, Melanchthon sei eigentlich mehr Philosoph als Theologe, außerdem von Natur aus zögerlich. Calvins Freundschaft mit Melanchthon, wie auch mit Bullinger, überstand allerdings diese Krise. Dagegen hatte Calvin den Züricher Alttestamentler Theodor Bibliander als entschiedenen Gegner seiner Prädestinationslehre ausfindig gemacht und behandelte ihn von nun an entsprechend.
Die Genfer Pfarrerschaft forderte Calvin zu einer Predigt über die „ewige Erwählung Gottes“ auf, die dieser am 18. Dezember 1551 hielt. Daraufhin traten die Pfarrer der Reihe nach auf und erklärten, dass sie Calvin zustimmten. Die Predigt und die Stellungnahmen legten sie dem Rat am 1. Januar 1552 gedruckt vor.
Jérôme-Hermès Bolsec war schon am 22. Dezember 1551 vom Rat aus Genf verwiesen worden. Er hatte Schlimmeres befürchten müssen, neben den Voten der Schweizer Nachbarkirchen wirkte sich zu seinen Gunsten aus, dass Jakob von Burgund, Herr von Falaise und Bredam, dessen Leibarzt er war, an ihm festhielt. Jakob von Burgund war ein entfernter Verwandter Karls V., den Calvin zum Protestantismus bekehrt hatte. Bolsec praktizierte zunächst weiter in Thonon, bis er von der Stadt Bern auch von dort vertrieben wurde. Dann versuchte er 1563, sich in Lausanne niederzulassen, aber Théodore de Bèze verhinderte dieses. Bolsec kehrte schließlich nach Frankreich und in die römisch-katholische Kirche zurück. Er verfasste zwei polemische Biografien über die führenden Akteure der Genfer Reformation, Calvin (1577) und de Bèze (1582).